# Comtat de Bilstein
El comtat de Bilstein fou un jurisdicció feudal del Sacre Imperi Romanogermànic amb una extensa propietat a l'àrea dels estats federals actuals de Hessen i Turíngia.

## Història

### Els comtes Wigger
El seu començament se suposa amb el comte Wigger I, que apareix documentat des de 967 i fins a 981 amb drets comtals extensos i béns immobles a la Germarmark al riu Werra mitjà (Raum Frieda i Eschwege), a l'Hainich (Bad Langensalza, Schlotheim, Mühlhausen o Mülhausen de Turíngia i Oberdorla) a l'Obereichsfeld. La propietat dels comtes Wigger s'estenia a Dornburg an der Saale fins a l'àrea de Zeitz, on el 965-981 apareix com marcgravi a Zeitz. La família era un llinatge de Turíngia paral·lel als Ekkehardinern, als comtes de Käfernburg, als comtes de Schwarzburg i als comtes de Weimar als segles X a XII.

### Els comtes de Bilstein
Els seus descendents s'anomenaven a partir de més o menys de 1130 com a comtes de Bilstein pel castell de Bilstein, al Höllental(la Vall de l'Infern) a l'oest d'Albungen, una part de l'actual Eschwege. Aquest castell va ser edificat al voltant de 1100 per ells mateixos. En aquest temps tenien disputes militars amb els comtes de Northeim, que al voltant de 1105-1110 el comte Rugger (Rüdiger) de Bilstein havia derrotat, i va construir el castell de Bielstein en el lloc d'un que havien destruït. El successor, Rugger II de Bilstein va residir al nou castell i va ampliar la seva àrea - Wälder i Hohen Meißner - com a Rodungsherrschaft. Amb aquest objectiu va fundar també el monestir de Germerode que es va convertir en el monestir domèstic de la dinastia. El nom familiar Bilsteiner fou aplicat també als antics membres de la família de manera retroactiva.

### Càrrecs de comtes de castell
Per els Ludowinger la necessitat de donar totes les tasques d'administració del castell de Wartburg, particularment la protecció constant i millora relativa de les instal·lacions de la fortalesa, a les mans d'un fidel, es va fer evident al segle XII; els Bilstein van ser així comtes del castell de Wartburg. Amb els comtes de Wartburg apareixen de manera simultània al principi del segle XIII com a comtes de castell de Brandenburg sobre el veí castell de Brandenburg una línia lateral dels comtes de Bilstein, que no era consanguínia dels Ludowinger.

### Decadència
El comte Otó II de Bilstein va vendre el feu de Bilstein el 1301 i després d'això també el seu alou al landgraviat d'Enric I de Hessen. Amb ell desapareixia el 1306 la dinastia.

### Connexió amb altres llinatges nobles
Segons la crònica Reinhardsbrunner del monjo Johannes Caput del monestir d'Ilfeld un Elger de Bilstein fundava Ilburg al Werra i s'anomenava el comte d'Ilfeld. El 1162 un noble d'Ilfeld es casava amb Lutruda d'Hohnstein i agafava després el nom de Ilfeld-Hohnstein; llavors a partir de 1182 va quedar només Hohnstein.

## Comtes
- Wigger I (962), marcgravi de Germarmark (amb Mühlhausen)
- Wigger II
- Rugger I (1071), drets comtals a Martinfeld (amb Heiligenstadt)
- Rugger II, comte de Bilstein, fundador del monestir de Germerode
- Diversos successors
- Otó II, comte de Bilstein darrer del llinatge, va vendre Bilstein el 1301 i va morir el 1306